# Megtorlás (film, 2018)
A Megtorlás (eredeti cím: Reprisal) 2018-as amerikai akció-thriller, melyet Bryce Hammons forgatókönyve alapján Brian A. Miller rendezett. A főszereplők Bruce Willis, Frank Grillo, Johnathon Schaech és Olivia Culpo.
Az Amerikai Egyesült Államokban 2018. augusztus 31-én mutatták be, Magyarországon DVD-n jelent meg.
2017. február 21-én jelentették be a Megtorlás című akció-thriller projektet, mely az Emmett / Furla / Oasis Films produkciós cég által, Bruce Willis főszereplésével, Brian A. Miller rendezésében és Randall Emmett, valamint George Furla produceri segédletével készül el. 2017. június 2-án Olivia Culpo csatlakozott a filmhez. A film forgatása 2017. augusztus 7-én kezdődött Cincinnatiben (Ohio).
A film negatív véleményeket kapott a kritikusoktól. A Metacritic oldalán a film értékelése 19% a 100-ból, mely 9 véleményen alapul. A Rotten Tomatoeson a Megtorlás 0%-os minősítést kapott 12 értékelés alapján.

## Cselekmény
Egy erőszakos bankrablásban egy alkalmazott életét veszti. Ezután a bankigazgató, Jacob kerül a célkeresztbe. A férfi a szomszédban lakó exzsaruval, James-szel együtt próbálja megállítani a támadókat, kitalálva, mi lehet a következő lépésük. Gabriel, a banda vezetője azonban nem adja könnyen magát: elrabolja Jacob feleségét és lányát...
(Forrás:port.hu)

## Szereplők
| Szerep                            | Színész               | Magyar hang     |
| --------------------------------- | --------------------- | --------------- |
| Jacob Tasker                      | Frank Grillo          | Dolmány Attila  |
| James Richardson                  | Bruce Willis          | Dörner György   |
| Gabriel                           | Johnathon Schaech     | Dányi Krisztián |
| Christina Tasker (Jacob felesége) | Olivia Culpo          | Roatis Andrea   |
| Fields FBI-ügynök                 | Colin Egglesfield     |                 |
| Maribel                           | Natali Yura           | Dögei Éva       |
| Casey                             | Tyler Jon Olson       | Posta Victor    |
| Sophia (Jacob és Christina lánya) | Natalia Sophie Butler | Károlyi Lili    |
| Frank, Gabriel apja               | Ken Strunk            | Kertész Péter   |

## Fordítás
- Ez a szócikk részben vagy egészben  a   Reprisal (film) című angol Wikipédia-szócikk fordításán alapul.  Az eredeti cikk szerkesztőit annak laptörténete sorolja fel. Ez a jelzés csupán a megfogalmazás eredetét és a szerzői jogokat jelzi, nem szolgál a cikkben szereplő információk forrásmegjelöléseként.